# H2 (漫画)
《H2》是安达充創作的日本漫畫。故事以日本高中棒球为题材，围绕着二男二女，四个主人公之间的友情和爱情而展开的故事。《H2》的题目由故事中的两名男主人公而得名。国见比吕的名字中，“比吕”的日语发音“HIRO”是取英语“HERO”的谐音，是一位千川高中棒球隊的王牌投手。另一位主人公的名字叫橘英雄（HIDEO），是一位明和一高棒球隊的強力打者。兩位剛好是兩位好友各別上不同高中，效力不同球隊，為了打進甲子園而競爭。而兩位好友之所以就讀不同高中是因為國見比呂剛要上高中時被庸醫誤診，使得國見比呂以為此生無法再站上投手丘投球，而選擇一間沒有棒球隊的高中，但得知是誤診後，和棒球愛好會的同好在該校成立新的棒球隊，成為主力的王牌投手。所以《H2》的意思即“两个英雄”。讲述两个棒球少年在赛场上互相竞争，在赛场外相知相惜的故事。而故事結尾的高潮正是兩者在甲子園球賽上強投對強打的對決。另外，两名女主人公的名字也是以H开头的：雨宫雅玲（HIKARI AMAMIYA）和古贺春华（HARUKA KOGA）。本作的累計發行量已達5500萬本。

## 主要角色

### 主角群
- 國見比呂

生日：1月16日。千川高校棒球部的王牌投手，原青南中學的王牌投手，因為庸醫的誤診，而選擇了沒有棒球部的千川高校就讀。再巧遇古賀春華及庸醫事件曝光後，與野田敦決心創造千川高校棒球部的歷史，主要擔任第三棒，擅長巧打，有「再見安打之王」的稱號。比橘英雄還要能了解雨宮雅玲，對雨宮雅玲和古賀春華都有愛戀之情，在對兩人的感情徘徊不定。
- 橘英雄

生日：11月6日。明和一高棒球部的強打者，但是非常在意比呂的再見安打能力比自己優秀。青南中學時期因國見比呂的介紹和雨宮雅玲交往。橘英雄的家(房間)是比呂、野田、雅玲四人常相聚的地方，也是比呂、野田看情色刊物的場所。
- 雨宮雅玲

生日：8月16日。比呂青梅竹馬的鄰居好友，但在比呂發現對她的感情之前，就將她介紹給橘英雄，成為橘英雄的女友，但心裡深處也愛著比呂與比呂有剪不斷的曖昧與糾葛。
- 古賀春華

生日：3月3日。比呂的高中同班好友，喜歡比呂。哥哥是千川高校棒球部的教練。比呂的父親是在她家經營的公司上班，個性以迷糊著稱，隨著故事深入成為越有魅力的女人，喜歡比呂。
- 野田敦

與國見合作無間的超強捕手，是比呂在球賽上的「老婆」，也跟比呂一樣被庸医誤診而進入沒有棒球部的千川高校。腳程不快但長打實力驚人，在隊上擔任第四棒打者，球場上很冷靜，私底下卻很愛開玩笑。

### 主角群的家人
- 國見爸爸

比呂的爸爸，任職於古賀春華爸爸的公司，個性迷糊，希望比呂與春華打好關係，以利仕途。
- 國見媽媽

家庭主婦。
- 古賀富士夫

春華的哥哥，千川高校教練，詳千川高校的人員。
- 古賀爸爸

春華的爸爸，正好也是國見爸爸的老闆。
- 雨宮媽媽

書店的老闆娘。

### 千川高校
- 國見比呂

參見主角群，千川高校足球部隊員/棒球部投手
- 野田敦

參見主角群，千川高校游泳部隊員/棒球部捕手
- 古賀春華

參見主角群，球隊經理
- 木根龍太郎

千川高校足球部/棒球部隊員，在小學時代參加白山天使隊時期與橘英雄爭第四號打擊順位失利而灰心，故在國中時加入足球部成為國中足球界的著名得分球員，個性上較輕浮。上高中後在校內新興棒球部吸引下加入，在隊內擔任中外野手與第一棒，同時擔任第二號投手，是攻守走三拍子均優秀的球員。
- 柳守道

千川高校棒球部隊員，千川高校校長的兒子，成績優秀且擅長繪畫。曾與討厭棒球的父親約定上高中後不再打球，但因無法忘情棒球而以蒙面球員的身份參與對決明和一高的創部之戰，最終說服父親得以正式加入棒球部，條件是要幫父親搓背。在棒球部內擔任二壘手與第二棒，以堅實的守備和打擊纏鬥能力著稱。
- 佐川周二

千川高校棒球部隊員，橘的幼時玩伴，較橘小一歲，棒球啟蒙始於逝世的哥哥阿鐵和橘英雄。幼年的英雄帽子被颱風吹落河裡，佐川的哥哥幫英雄撿拾帽子，不慎滑倒落入因颱風大雨高漲的河水身亡。初登場時是以會抽煙的不良少年形象出現，但加入棒球部後個性日趨圓滑。在隊內擔任游擊手，與柳組成二遊搭檔，打擊實力優異且兼具守備和腳程。高一時多半擔任第六棒，升上高二則轉任第五棒或代替木根擔任第一棒，是最早看出來大竹與島修進球隊目的的人。
- 大竹文雄

千川高校棒球部隊員，與廣田、島為親戚，體格高大壯碩。和島在廣田的授意下一起進入千川棒球部擔任比賽的內應，以在比賽關鍵時刻放水輸給廣田率領的榮京學園，但最後選擇支持棒球部而背叛廣田。過去並無棒球經驗，不過在自身努力訓練下逐漸開發出長打潛力，於隊上則多半擔任右外野手和一壘手。
- 島修

千川高校棒球部隊員，與廣田、大竹為親戚，身材矮小，曾在田徑隊待過。因為父親積欠債務而接受廣田的要求，與大竹一起加入千川棒球部擔任比賽的內應，作為抵消債務的條件；但最後選擇支持棒球部而背叛廣田。腳程堪稱全隊最快，打擊擅長對應變化球，在棒球部內則擔任左外野手。
- 山口

棒球愛好會時期隊長。
- 有川

棒球愛好會轉型為正式社團後的首任隊長，個性溫和。原擔任游擊手，但在佐川入隊後轉任三壘手，並擔任第五棒。
- 古賀富士夫

千川高校棒球部首任教練,春華的哥哥，造型是落腮鬍和太陽眼鏡，看似很有威嚴，但拿下眼鏡就是搞笑的小眼睛。個性溫和，對學生因材施教的引導潛力。認為「高中棒球是學生發揮能力的舞台，不是教練爭勝的地方」。自認對球賽動向有直覺，卻是時靈時不靈，常常被球員吐嘈。
- 柳校長

千川高校校長，守道的父親。因學生時代母校棒球隊在比賽被狂電，成為該校的校恥，本來喜歡棒球轉變成討厭棒球。本欲藉明和一高與千川高校棒球愛好會之戰，以愛好會比賽失敗為由，逼愛好會解散。因愛好會創社比賽被感動，同意愛好會創立棒球部，並為棒球隊設置千川高校棒球場。校長視力極佳，是唯一發現愛好會與明和比賽中，裁判誤判千川高校出局以致比賽結束(對明和一高放水)的千川高校人員。(明和一高的校長等人知情不宣)

### 明和一高
- 橘英雄

參見主角群，南東京明和一高主力打者。

### 榮京學園
- 廣田勝利

北東京棒球名校榮京學園的王牌投手兼第四棒，被野田評為「實力不下比呂」，不過卻相當工於心計，經常在球場上或外做出干擾對手的動作，以觸身球投中橘英雄手肘，又派大竹和島潛入千川棒球部擔任內應而失敗，後來在秋季大賽對千川戰上認可國見的實力，與他全力對決，但也於該場對決後，由於手肘傷勢惡化而提前斷送投手生涯。

## 動畫
動畫於1995年6月1日在朝日電視台首播，每星期六晚上7時至7時半播放，直至1996年3月21日。

### 主要角色及配音員
- 國見比呂：古本新之輔

配音：陳廷軒（香港VCD）、霍波（香港ATV）
- 橘英雄：宮本充

配音：劉雪明（香港VCD）、李家輝（香港ATV）
- 雨宮雅玲：今村惠子

配音：屈慧幗（香港VCD）、黃玉娟（香港ATV）
- 古賀春華：鈴木真仁

配音：蔡雁紅（香港VCD）、譚淑嫻（香港ATV）
- 野田敦：津田健次郎
- 木根龍太郎：竹中伸一

配音：劉昭文（香港VCD）
- 柳守道：伊崎壽克
- 佐川周二：檜山修之
- 古賀富士夫：松本保典
- 廣田勝利：子安武人
- 雨宮高明：飛田展男
- 國見太郎：三ツ矢雄二

配音：黃啟明（香港VCD）
- 竹村叔叔：野島昭生

配音：周永坤（香港VCD）

## 電視劇
本漫畫另有改編為電視劇版本，名為《H2～君といた日々》，於2005年1月至3月間於TBS播出，由山田孝之、中尾明慶、石原聰美、市川由衣等新生代演員演出，平均收視率有11.7%。台灣緯來日本台於同年中引進播出，取名為《H2～好逑雙物語～》。

### 演員
- 國見比呂：山田孝之
- 橘英雄：田中幸太朗
- 雨宮雅玲：市川由衣
- 古賀春華：石原聰美
- 野田敦：中尾明慶
- 木根龍太郎：石垣佑磨
- 小山內美歩：貫地谷詩穗梨
- 島修:中村倫也

## 外部連結
- （日語）
- （日語）
- （日語）
- （日語）
- （日語）